# NFL Europa
NFL Europa je bila profesionalna liga američkog nogometa koja se održavala između 1991. i 2007.

## Povijest
Liga je osnovana 1990. kao World League of American Football (WLAF) kao potpora NFL-a razvoju profesionalnog američkog nogometa u Sjevernoj Americi, Europi i Aziji, a 1991. i 1992. su odigrane prve dvije sezone s po 10 momčadi iz Sjeverne Amerike i Europe. No nakon 1992., liga privremeno prestaje s radom zbog pada popularnosti u Sjevernoj Americi i financiranja, ali se vraća 1995. kao World League, da bi postala 1997. NFL Europe, a 2007. mijenja naziv u NFL Europa. To je ujedno i posljednja sezona ove lige. U NFL Europe su igrali mnogi igrači koji su potpisali ugovor s NFL-momčadima, ali pošto nisu bili u prvom planu u svojim momčadima u NFL Europe su stjecali iskustvo seniorskog igranja američkog nogometa.

## Momčadi NFL Europa
- Barcelona Dragons (1991. – 1992., 1995. – 2003.)
- Birmingham Fire (1991. – 1992.)
- Frankfurt Galaxy (1991. – 1992., 1995-2007.)
- London Monarchs (1991. – 1992., 1995. – 1997.) /  England Monarchs (1998.)
- Montreal Machine (1991. – 1992.)
- New York/New Jersey Knights (1991. – 1992.)
- Orlando Thunder (1991. – 1992.)
- Raleigh-Durham Skyhawks (1991.)
- Sacramento Surge (1991. – 1992.)
- San Antonio Riders (1991. – 1992.)
- Ohio Glory (1992.)
- Amsterdam Admirals (1995. – 2007.)
- Rhein Fire (1995. – 2007.)
- Scottish Claymores (1995. – 2004.)
- Berlin Thunder (1999. – 2007.)
- Cologne Centurions (2004. – 2007.)
- Hamburg Sea Devils (2005. – 2007.)

## World Bowl
World Bowl je slično Super Bowlu bio finalna utakmica doigravanja sezone NFL Europa koji je odredio prvaka lige. Najuspješnija momčad je njemački Frankfurt Galaxy s 4 osvojena naslova.
| Sezona                            | Prvak                             | Rezultat                          | Finalist                          | Grad, stadion                     | Država                            |
| World League of American Football | World League of American Football | World League of American Football | World League of American Football | World League of American Football | World League of American Football |
| --------------------------------- | --------------------------------- | --------------------------------- | --------------------------------- | --------------------------------- | --------------------------------- |
| 1991.                             | London Monarchs                   | 21-0                              | Barcelona Dragons                 | London, Wembley Stadum            | Ujedinjeno Kraljevstvo            |
| 1992.                             | Sacramento Surge                  | 21-17                             | Orlando Thunder                   | Montreal, Olympic Stadion         | Kanada                            |
| Wolrd League                      |                                   |                                   |                                   |                                   |                                   |
| 1995.                             | Frankfurt Galaxy                  | 26-22                             | Amsterdam Admirals                | Amsterdam, Olympisch Stadion      | Nizozemska                        |
| 1996.                             | Scottish Claymores                | 32-27                             | Frankfurt Galaxy                  | Edinburgh, Murrayfield Stadium    | Ujedinjeno Kraljevstvo            |
| NFL Europe                        |                                   |                                   |                                   |                                   |                                   |
| 1997.                             | Barcelona Dragons                 | 38-24                             | Rhein Fire                        | Barcelona, Estadi Olimpic         | Španjolska                        |
| 1998.                             | Rhein Fire                        | 34-10                             | Frankfurt Galaxy                  | Frankfurt, Waldstadion            | Njemačka                          |
| 1999.                             | Frankfurt Galaxy                  | 38-24                             | Barcelona Dragons                 | Düsseldorf, Rheinstadion          | Njemačka                          |
| 2000.                             | Rhein Fire                        | 13-10                             | Scottish Claymores                | Frankfurt, Waldstadion            | Njemačka                          |
| 2001.                             | Berlin Thunder                    | 24-17                             | Barcelona Dragons                 | Amsterdam, Amsterdam ArenA        | Nizozemska                        |
| 2002.                             | Berlin Thunder                    | 26-10                             | Rhein Fire                        | Düsseldorf, Rheinstadion          | Njemačka                          |
| 2003.                             | Frankfurt Galaxy                  | 35-16                             | Rhein Fire                        | Glasgow, Hampden Park             | Ujedinjeno Kraljevstvo            |
| 2004.                             | Berlin Thunder                    | 30-24                             | Frankfurt Galaxy                  | Gelsenkirchen, Arena AufSchalke   | Njemačka                          |
| 2005.                             | Amsterdam Admirals                | 27-21                             | Berlin Thunder                    | Düsseldorf, LTU arena             | Njemačka                          |
| 2006.                             | Frankfurt Galaxy                  | 22-7                              | Amsterdam Admirals                | Düsseldorf, LTU arena             | Njemačka                          |
| NFL Europa                        |                                   |                                   |                                   |                                   |                                   |
| 2007.                             | Hamburg Sea Devils                | 37-28                             | Frankfurt Galaxy                  | Frankfurt, Commerzbank-Arena      | Njemačka                          |

## Poveznice
- Američki nogomet
- National Football League
- European League of Football
- BIG6 European Football League
- European Football League
- Football League of Europe
- Eurobowl